# Dial (Virginia Occidental)
Dial es un área no incorporada ubicada en el condado de Kanawha, Virginia Occidental, Estados Unidos. Está registrada en el Servicio Geológico de Estados Unidos con fecha de entrada del 20 de mayo de 1997.
El número de identificación asignado por el Sistema de Información de Nombres Geográficos es 1741879.

## Geografía
Se encuentra a una altitud de 189 m s. n. m. (620 pies) según el Servicio Geológico.